# Q Stone
Q Stone var en finsk bluesgrupp som bestod av:
- Mikko Kuustonen – sång
- Heikki Silvennoinen – gitarr och sång
- Max Tabell – keyboard
- Mikko Löytty – bas
- Sakke Löytty – trummor

## Diskografi
- Q Stone (1988)
- Pink On Blue (1990)
- Q Stone III (1992)
- No Substitute (1993)